# 2001년 토론토 국제 영화제
제26회 토론토 국제 영화제는 2001년 9월 6일에 열린 시상식이다.

## 수상 및 후보

### 관객상
- 아멜리에 - 장 피에르 주네 수상
- 마야 - 디그비자이 싱 수상
- 몬순 웨딩 - 미라 네이어 수상
- 아타나주아 - 자카리아스 쿠눅 수상

### City TV상
- INERTIA - Sean Garrity 수상

### 토론토시티상
- FILM - deco dawson 수상

### 디스커버리상
- 닭볶음밥 전쟁 - 치 콩 체 수상

### FIPRESCI-상
- 인샬라 디망쉬 - 야미나 벤구이굴 수상